# Taniwhasaurus
Taniwhasaurus (від маорійського taniwha — надприродна водна істота та грецького σαυρος (sauros) — ящірка) — вимерлий рід мозазаврів (хижих морських ящірок), який населяв прибережні води Нової Зеландії, Японії та Антарктиди. Рід був сестринською кладою до Tylosaurus.

## Види

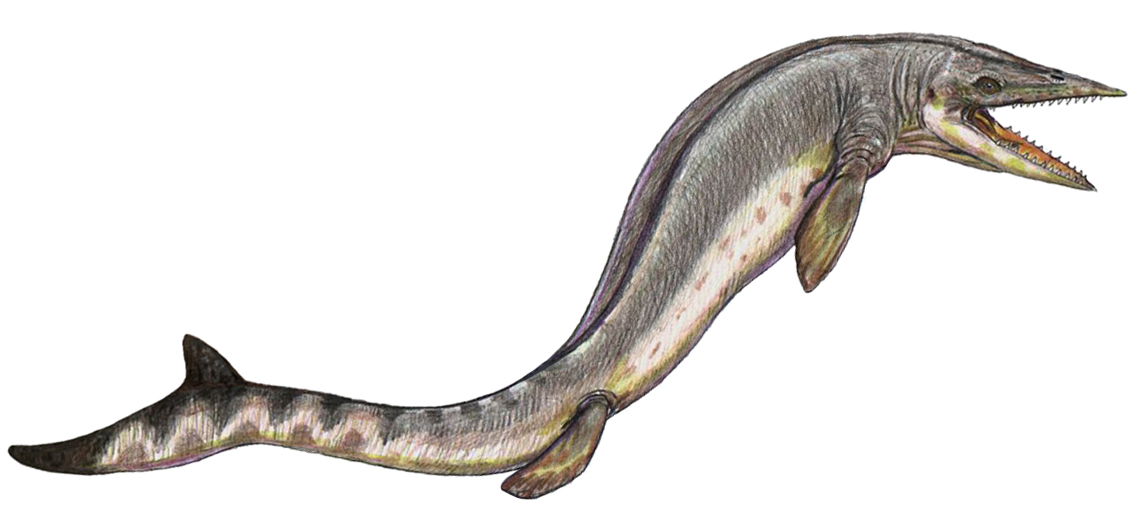
Taniwhasaurus

### T. oweni
Taniwhasaurus oweni був названий і описаний 1874 року Джеймсом Гектором на основі викопного зразка, знайденого в Новій Зеландії. Скелетний матеріал складався з черепа, хребців та лопатей, які траплялись у трьох окремих секціях, але вважалося, що всі вони належать до одного виду. Подальший черепний матеріал та хребці були зібрані в 1999 році.

### T. capensis
Tylosaurus capensis був описаний 1912 року Брумом з Південної Африки, на основі кількох фрагментарних шматочків щелепної кістки та одного хребця. У 2019 році повторне дослідження таксонів виявило, що зразок голотипу більш характерний для Танівхазавра, ніж Тилозавра, але також виявив, що скам'янілості були занадто погано збережені, щоб їх можна було точно ідентифікувати. Тим не менше, дослідження перемістило таксон T. capensis до Taniwhasaurus.

### T. antarcticus
Рід Lakumasaurus був описаний 2002 року з викопного зразка, знайденого у формації Санта-Марта на острові Джеймса Росса, Антарктида. Коли типовий матеріал було переглянуто 2007 року, то Lakumasaurus визначено молодшим синонімом Taniwhasaurus, а вид Lakumasaurus antarcticus як T. antarcticus.

### T. mikasaensis
«Єзозавр» — так називали неописаний рід доісторичних морських плазунів. Спочатку його зазначили як сестринську кладу до тиранозавра, пізніше його визначено як мозазавра або іхтіозавра, який мешкав у теперішній Японії. Назва Yezosaurus mikasaensis була придумана 1977 року, але формально вид не був описаний до 2008 року, коли був описаний як T. mikasaensis. Jimenez-Huidobro & Caldwell (2019) стверджували, що недостатньо достатньо викопних доказів, щоб розрізнити T. mikasaensis та T. oweni.